# Wasserbehälter (Wörrstadt)

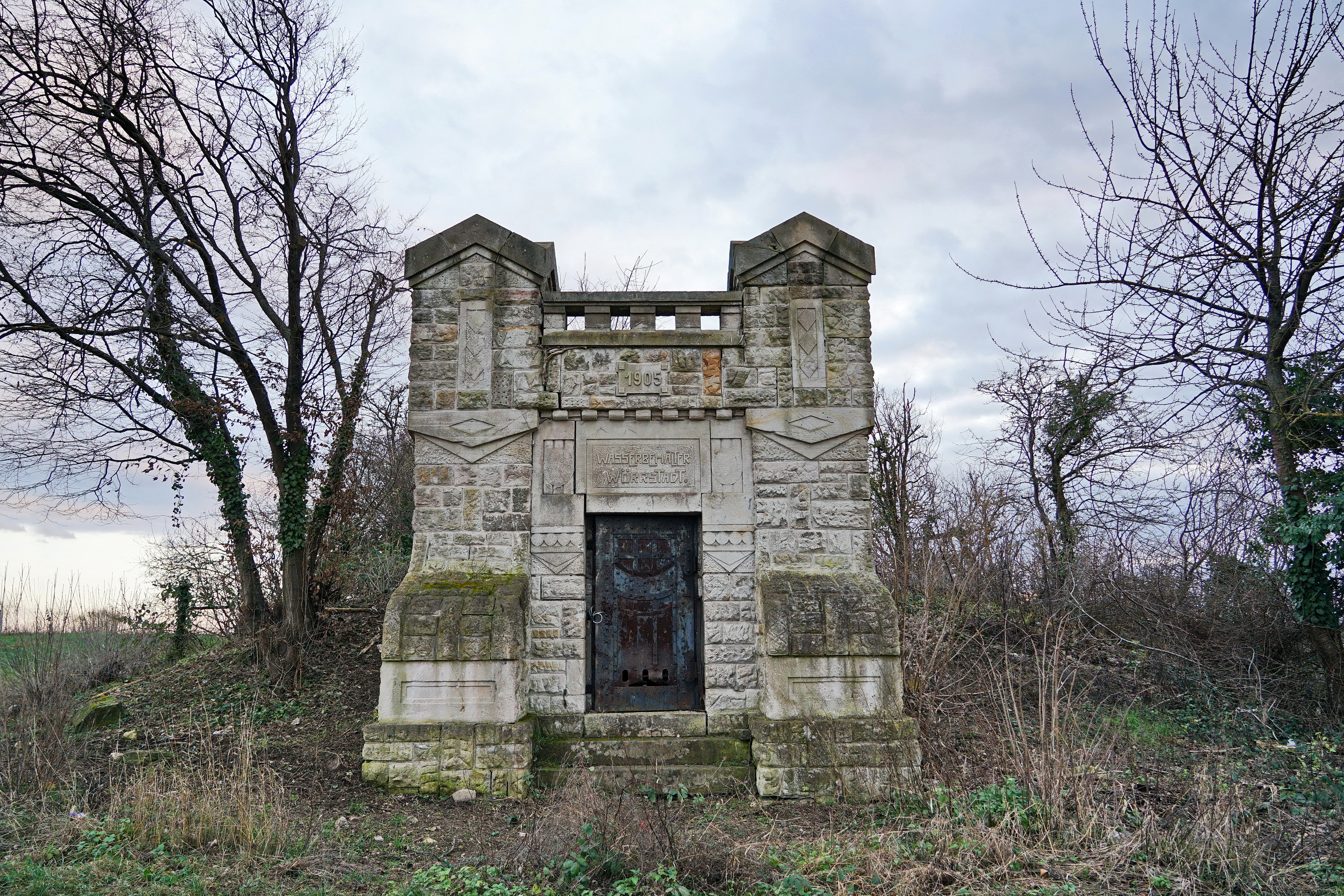
Wasserbehälter in Wörrstadt

Der Wasserbehälter in Wörrstadt, einer Stadt im Landkreis Alzey-Worms in Rheinland-Pfalz, wurde 1905 errichtet. Der Wasserbehälter südlich des Ortes in der Flur Auf dem Knopf ist ein geschütztes Kulturdenkmal.
Der Typenbau in Formen des Jugendstils aus Sandstein-Bossenquadern ist mit der Jahreszahl 1905 bezeichnet.
Der Wasserbau-Ingenieur und Baubeamte Bruno von Boehmer entwarf und leitete von 1897 bis 1907 die Modernisierung der Wasserversorgung großer Teile Rheinhessens.